# تشارلز جودسون والاس
تشارلز جودسون والاس (بالإنجليزية: Charles Judson Wallace)‏ مواليد 31 ديسمبر 1982 في أتلانتا، هو لاعب كرة سلة أمريكي. بدأ مسيرته الاحترافية في سنة 2005.

## المسيرة الاحترافية
لعب مع إسبارن بريمرهافن في الدوري الألماني من سنة 2005 إلى 2007، ثم لعب مع أورلاندينا باسكيت في الدوري الإيطالي في موسم 2007–2008، ثم لعب مع تريفيزو لكرة السلة من سنة 2008 إلى 2010، ثم لعب مع سي بي غران كناريا في الدوري الإسباني في موسم 2010–2011، ثم لعب مع برشلونة من سنة 2011 إلى 2013، ثم لعب مع أولمبيا ميلانو في الدوري الإيطالي في موسم 2013–2014، ثم لعب مع إلان شالون في الدوري الفرنسي في سنة 2014، ثم لعب مع لو مان سارت باسكت في سنة 2015، ثم لعب مع كابيتانس دي أرسيبو في سنة 2016.

## إحصائيات المسيرة

### الدوري الأوروبي
| السنة   | الفريق                  | لعب | بدأ | دقيقة | ميداني% | ثلاثية | حرة  | ارتداد | صنع | استلاب | تصدي | نقطة | أداء |
| ------- | ----------------------- | --- | --- | ----- | ------- | ------ | ---- | ------ | --- | ------ | ---- | ---- | ---- |
| 2011–12 | نادي برشلونة لكرة السلة | 20  | 0   | 13.3  | .353    | .349   | .722 | 2.5    | .4  | .6     | .2   | 4.1  | 3.3  |
| 2012–13 | نادي برشلونة لكرة السلة | 31  | 6   | 16.9  | .472    | .350   | .652 | 3.9    | 1.3 | .7     | .1   | 4.1  | 6.3  |
| 2013–14 | أولمبيا ميلانو          | 25  | 8   | 14.0  | .381    | .333   | .714 | 3.2    | .7  | .5     | .2   | 3.8  | 4.4  |
| المسيرة |                         | 76  | 14  | 14.9  | .411    | .344   | .691 | 3.3    | .8  | .6     | .1   | 4    | 4.8  |

## روابط خارجية
- تشارلز جودسون والاس على موقع الدوري الأوروبي لكرة السلة (الإنجليزية)
- تشارلز جودسون والاس على موقع الدوري الإسباني لكرة السلة (الإسبانية)
- تشارلز جودسون والاس على موقع كرة السلة الأوروبية.كوم (الإنجليزية)
- تشارلز جودسون والاس على موقع ريلجم (الإنجليزية)
- تشارلز جودسون والاس على موقع بروبوليرز (الإنجليزية)
- تشارلز جودسون والاس على موقع سبورتس رفرنس (الإنجليزية)